# Yeba
Yeba ist ein spanischer Ort in den Pyrenäen in der Provinz Huesca der Autonomen Gemeinschaft Aragonien. Der Ort gehört zur Gemeinde Fanlo. Yeba hatte 13 Einwohner im Jahr 2015.

## Geografie
Yeba liegt circa fünf Kilometer südlich von Fanlo.